# 훌리오 이글레시아스 후니오르

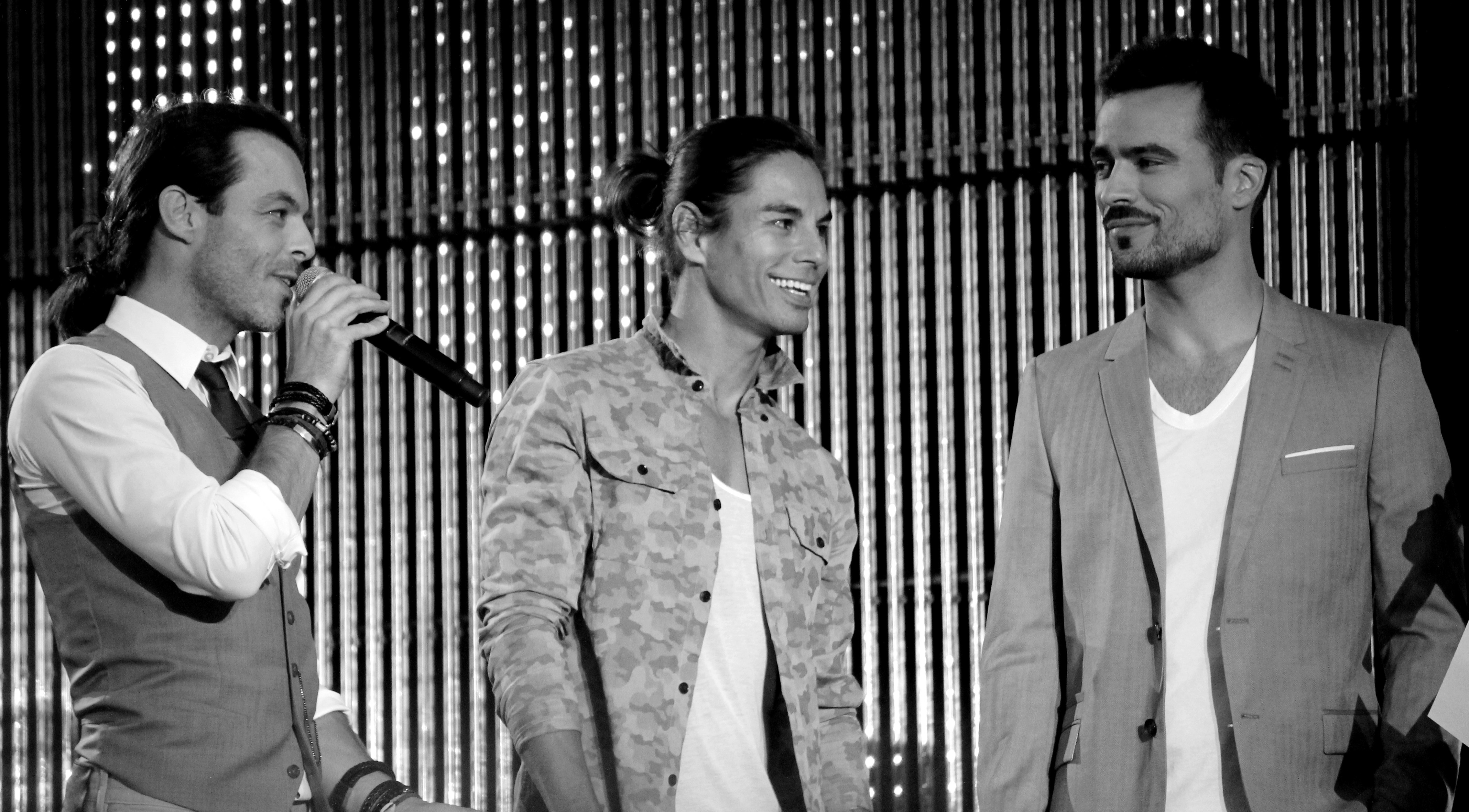

훌리오 이글레시아스 후니오르(Julio Iglesias Junior, 1973년 2월 25일 ~ )는 스페인(에스파냐)에서 출생한 필리핀의 남성 가수, 작사가, 뮤지컬 배우, 광고 모델이다.

## 생애
1994년 미국에서 광고 모델 첫 데뷔하였고 1999년 스페인에서 가수 데뷔하였으며 이듬해 2000년 미국에서 뮤지컬 배우 데뷔하였고 2012년 벨기에 광고 모델 출신 여성과 결혼하여 부인이 벨기에 시민권을 포기하고 스페인 시민권을 취득하였으며 이듬해 그는 2013년에 부인과 동반하여 스페인 시민권을 포기하고 필리핀 시민권을 취득하여 현재는 필리핀에서 계속 가수 활동을 하고 있다.

## 학력
- 미국 캘리포니아주 샌 프란시스코 멘로 대학교 철학과 학사
- 미국 플로리다주 마이애미 대학교 대학원 철학과 철학석사
- 스페인 마드리드 주 마드리드 콤플루텐세 대학교 대학원 법학과 법학석사